# TCF7
TCF7‏ (Transcription factor 7) هوَ بروتين يُشَفر بواسطة جين TCF7 في الإنسان.